# Moto Guzzi Falcone

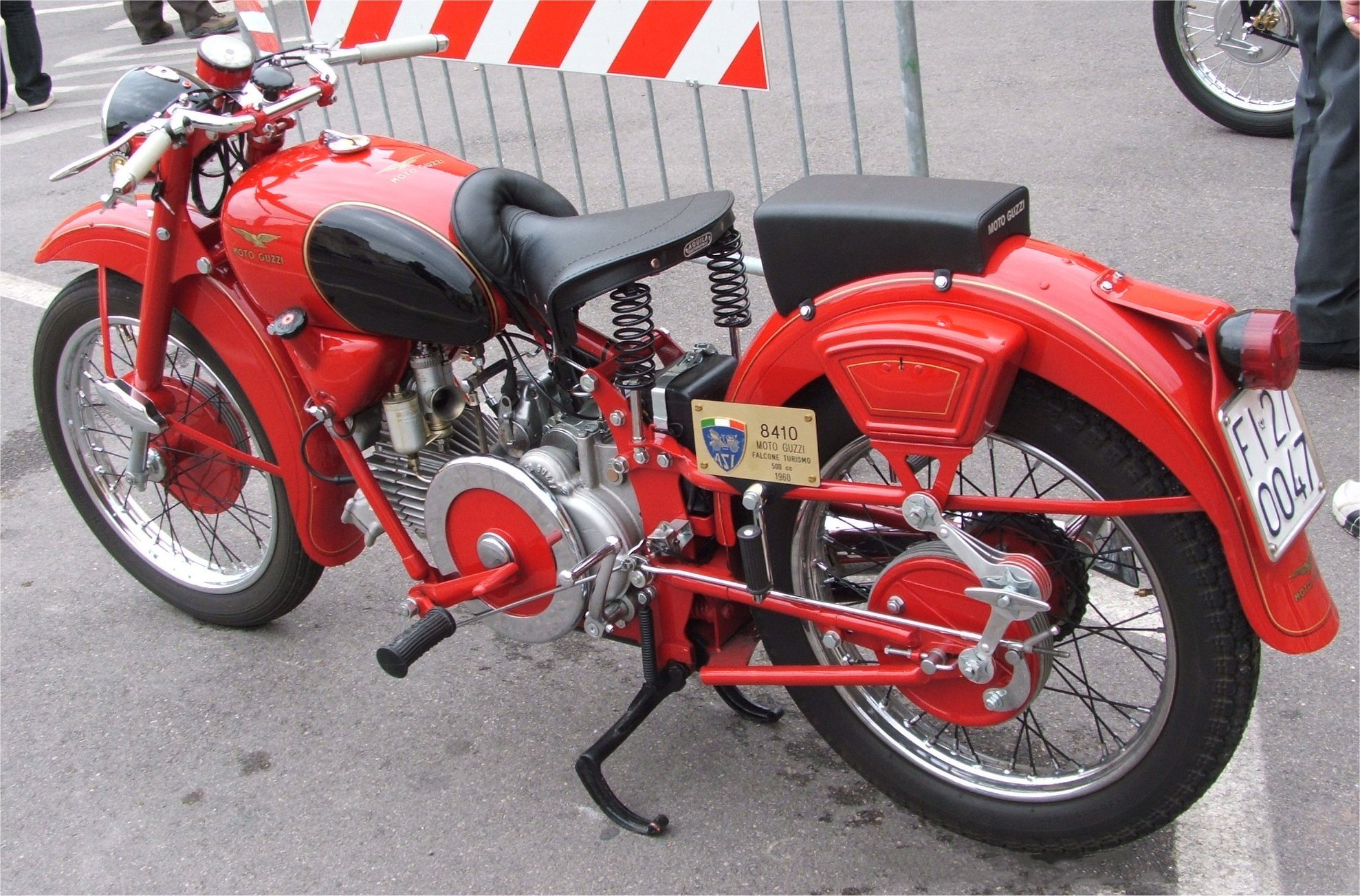
Moto Guzzi Falcone Turismo (1960)

Die Moto Guzzi Falcone ist ein von 1950 bis 1967 gebautes Motorrad des italienischen Herstellers Moto Guzzi. „Falcone“ bedeutet im Deutschen „Falke“.

## Geschichte
1950 wurde die Falcone als sportlichere Version der Astore vorgestellt. Von dieser unterschied sie sich durch eine modernere Tankform, andere Stoßdämpfer hinten und vor allen Dingen durch einen etwas leistungsfähigeren Motor. Zunächst gab es nur ein Modell mit dem Namen „Falcone“.
1953 lief die Fertigung der Astore aus. Die Falcone wurde in Falcone Sport umbenannt und unverändert weitergebaut. Als Ersatz für die einfachere, günstigere Astore wurde nun parallel eine Falcone Turismo angeboten, deren Motor dem der Astore entsprach.
Mit nur wenigen Veränderungen, wie der Form des Auspufftopfes oder der Farbgestaltung des Tanks, wurden beide Modelle bis 1967 gebaut. Sie wurden unter anderem auch in großem Umfang von der italienischen Polizei und Zollverwaltung sowie vom Militär eingesetzt, teilweise mit entsprechender Sonderausstattung. Betrug der Verkaufspreis für die Falcone 1951 noch 482.000 Lire, so sank er später bis auf 419.000 Lire für die Falcone Sport und 399.000 Lire für die Falcone Turismo.
Die Fertigung der Falcone Sport wurde 1964 eingestellt. Mit dem Erscheinen der ersten zweizylindrigen Moto Guzzi in Serienfertigung, der V7, lief 1967 auch die Fertigung der Falcone Turismo aus. Zwei Jahre später wurde mit der Nuovo Falcone ein Nachfolger mit liegendem Einzylindermotor angeboten.

## Technik
Motor und Antrieb
Die Falcone hat einen fahrtwindgekühlten Einzylinder-Viertaktmotor mit liegendem Zylinder. Auf dem linken Stumpf der zweifach gelagerten Kurbelwelle befindet sich ein glattflächiges Schwungrad, das außerhalb des Gehäuses läuft. Ein dahinter angebrachtes Stirnrad treibt den Korb der auf der Getriebeeingangswelle montierten Mehrscheiben-Ölbadkupplung an. Das schrägverzahnte Vierganggetriebe wird mit einer Schaltwippe an der rechten Motorseite geschaltet; der erste Gang liegt (im Unterschied zur Astore) oben. Die Schaltwippe ist durch eine Koppelstange mit dem Vorwähler des Getriebes verbunden. Das Hinterrad wird mit einer Rollenkette angetrieben.
Die beiden hängenden Ventile sind über Stoßstangen und Kipphebel von der unten liegenden Nockenwelle angesteuert. Zum Abstellen des Motors werden die Stoßstangen über einen Ventilausheber nach vorne gedrückt, sodass beide Ventile öffnen. Der Magnetzünder ist durch ein Stirnradgetriebe auf der rechten Motorseite angetrieben. Anfangs wurde der Zündzeitpunkt von Hand verstellt, später gab es eine automatische Zündverstellung.
Die Gemischaufbereitung übernimmt ein Flachstromvergaser mit Rundschieber und ohne Luftfilter. Bei der Falcone Sport hat der Vergaser 29 mm Ansaugdurchmesser, bei der Falcone Turismo 27 mm. Das verchromte Auspuffrohr ist an der rechten Maschinenseite nach hinten gezogen und hat einen Schalldämpfer in Zigarrenform. Bei den frühen Modellen endete das Auspuffrohr in einem Schwalbenschwanz, bei den späteren in einem glatten Rohr.
Rahmen und Fahrwerk
Die Falcone hat einen Doppelschleifen-Stahlrohrrahmen mit Heckausleger. Die Hinterradschwinge hat eine Cantileverfederung mit am Heckausleger abgestützten, einstellbaren Reibungsdämpfern. Die Federn liegen waagerecht unter dem Motor. Das Vorderrad wird in einer Upside-Down-Gabel geführt.
Tanks
Der Benzintank fasst 17,5 Liter, der darunter liegende Öltank 3 Liter. Der Öltank ist durch verchromte Kupferleitungen mit dem Zylinderkopf und der Ölpumpe im Trockensumpf des Motors verbunden.
Räder und Bremsen
Das Modell hat vorn und hinten 19-Zoll-Drahtspeichenräder. In beide sind Halbnaben-Trommelbremsen eingebaut. Die hintere Bremse wird über einen Fußhebel an der linken Motorseite und ein Gestänge, Die Vorderradbremse mit einem Handhebel am Lenker und einem Seilzug betätigt. Die Fußrasten der Falcone Sport sind weiter hinten angebracht als bei der Falcone Turismo. Dementsprechend ist der Bremsfußhebel beim Sportmodell mit der Fußspitze, beim Tourenmodell mit dem Hacken zu betätigen.
Werkstoffe
Das Motor-/Getriebegehäuse, der Zylinder und der Zylinderkopf sind aus Leichtmetallguss. Rahmen, Hinterradschwinge, Vorderradgabel, Tanks und Schutzbleche sind aus Stahlblech.
Lackierung, Oberflächenbehandlung und Embleme
Alle zivilen Falcone-Modelle sind – mit Ausnahme der Aluminiumteile – in feuerrot (ähnlich RAL 3000) lackiert. Bei der Falcone ab 1950 und der Falcone Sport ab 1953 ist der Tank verchromt und teillackiert. Bei der Falcone Turismo sind die Kniekissenimitationen an den Tankseiten, die beim Sportmodell verchromt sind, schwarz lackiert. Beide Modelle können an Tank, Schutzblechen und Werkzeugbehältern goldfarbene und schwarze Linierungen haben. Gelegentlich wurde darauf jedoch ganz oder teilweise verzichtet, ebenso wie auf die schwarze Lackierung der Kniekissenimitationen.
An den Tankseiten der Maschinen finden sich goldfarbene Moto-Guzzi-Embleme als Abziehbilder.

## Technische Daten
|                       | Falcone Turismo                                                                               | Falcone Sport                                                                                 |
| --------------------- | --------------------------------------------------------------------------------------------- | --------------------------------------------------------------------------------------------- |
| Baujahre              | 1953–1967                                                                                     | 1950–1964                                                                                     |
| Motor                 | fahrtwindgekühlter Einzylinder-Viertaktmotor, Kickstarter                                     | fahrtwindgekühlter Einzylinder-Viertaktmotor, Kickstarter                                     |
| Ventilsteuerung       | OHV-Ventilsteuerung, über Stoßstangen und Kipphebel von unten liegender Nockenwelle gesteuert | OHV-Ventilsteuerung, über Stoßstangen und Kipphebel von unten liegender Nockenwelle gesteuert |
| Bohrung × Hub         | 88 × 82 mm                                                                                    | 88 × 82 mm                                                                                    |
| Hubraum               | 498,4 cm³                                                                                     | 498,4 cm³                                                                                     |
| Verdichtung           | 5,5 : 1                                                                                       | 6,5 : 1                                                                                       |
| Nennleistung          | 18,9 PS (13,9 kW) bei 4300/min                                                                | 23 PS (16,9 kW) bei 4500/min                                                                  |
| Gemischaufbereitung   | Flachstromvergaser mit Rundschieber, 27 mm Ansaugdurchmesser                                  | Flachstromvergaser mit Rundschieber, 29 mm Ansaugdurchmesser                                  |
| Motorschmierung       | Trockensumpfschmierung                                                                        | Trockensumpfschmierung                                                                        |
| Zündung               | Magnetzündung, spätere Modelle mit automatischer Zündverstellung                              | Magnetzündung, spätere Modelle mit automatischer Zündverstellung                              |
| Kupplung              | Mehrscheibenkupplung im Ölbad                                                                 | Mehrscheibenkupplung im Ölbad                                                                 |
| Getriebe              | 4-Gang-Getriebe                                                                               | 4-Gang-Getriebe                                                                               |
| Schaltschema          | 4, 3, 2, N, 1                                                                                 | 4, 3, 2, N, 1                                                                                 |
| Endantrieb            | Rollenkette                                                                                   | Rollenkette                                                                                   |
| Rahmen                | Doppelschleifen-Rohrrahmen                                                                    | Doppelschleifen-Rohrrahmen                                                                    |
| Maße (L × B × H)      | 2260 × 760 × 960 mm                                                                           | 2260 × 665 × 960 mm                                                                           |
| Radstand              | 1500 mm                                                                                       | 1500 mm                                                                                       |
| Radaufhängung vorn    | Upside-down-Teleskopgabel                                                                     | Upside-down-Teleskopgabel                                                                     |
| Radaufhängung hinten  | Langschwinge mit Cantileverfederung, Reibungsstoßdämpfer                                      | Langschwinge mit Cantileverfederung, Reibungsstoßdämpfer                                      |
| Bereifung vorn        | 3,50 × 19″                                                                                    | 3,25–19″                                                                                      |
| Bereifung hinten      | 3,50–19″                                                                                      | 3,50–19″                                                                                      |
| Bremse vorn           | Innenbacken-Trommelbremse (Halbnabe), ø 200 mm, handbetätigt                                  | Innenbacken-Trommelbremse (Halbnabe), ø 200 mm, handbetätigt                                  |
| Bremse hinten         | Innenbacken-Trommelbremse (Halbnabe), ø 200 mm, fußbetätigt                                   | Innenbacken-Trommelbremse (Halbnabe), ø 200 mm, fußbetätigt                                   |
| Leergewicht           | 176 kg                                                                                        | 170 kg                                                                                        |
| Höchstgeschwindigkeit | 120 km/h                                                                                      | 135 km/h                                                                                      |
| Kraftstoffverbrauch   | ca. 4,5 l / 100 km                                                                            | ca. 5 l / 100 km                                                                              |

Quellen: